# Зятьков, Николай Иванович
Никола́й Ива́нович Зятько́в (род. 17 июня 1950, Духовщина, Смоленская область) — советский и российский журналист, редактор еженедельника «Аргументы и факты» (2002—2016), член Союза журналистов Москвы, лауреат премии Правительства РФ в области средств массовой информации в 2006 и 2015 годах.

## Биография

### Ранние годы
Николай Иванович Зятьков родился 17 июня 1950 года в городе Духовщина Смоленской области, РСФСР, СССР.
Высшее образование по специальности «инженер-строитель» получал в Рижском политехническом институте с 1967 по 1972 гг.. Преподавал на строительном факультете Рижского политехнического института. В период 1975—1978 гг. работал в проектных и строительных организациях Риги и Москвы. Был внештатным корреспондентом Гостелерадио СССР.

### Работа в журналистике
В 1978—1980 гг. — корреспондент газеты «За передовую технику» МЭЛЗ (Москва). В 1980 году окончил Московский государственный университет — факультет журналистики.
С 1980 по 1981 г. — корреспондент международного отдела «Строительной газеты».
Практически вся трудовая биография Н. И. Зятькова в дальнейшем связана с еженедельником «Аргументы и факты»: в 1981 г. он — старший научный редактор тогда ещё бюллетеня «Аргументы и факты», с 1989 по 2001 гг. — первый заместитель главного редактора еженедельника «Аргументы и факты».
С 1998 по 2005 гг. являлся генеральным директором ЗАО «Аргументы и факты».
С 2002 года по 30 декабря 2016 — главный редактор «АиФ».
В январе 2017 года покинул пост главного редактора и президента «Аргументы и факты» по соглашению сторон.
С 2008 по 2022 гг. был собственником издательского дома «Версия», издающего несколько газет, в том числе газету «Наша Версия», приобретя издание у Вероники Боровик-Хильчевской.

### Общественная деятельность
С 2008 по 2012 годы Николай Зятьков занимал пост председателя комиссии по коммуникациям, информационной политике и свободе слова в СМИ в Общественной палате РФ.
В 2009—2016 был членом медиасовета Русского географического общества.
В 2012 году выступил инициатором компании в СМИ за ужесточение наказания за педофилию.
В 2013 г. принял участие в эстафете Олимпийского огня «Сочи — 2014».
В 2015—2018 является членом экспертного совета Комитета Государственной Думы по информационной политике, информационным технологиям и связи.
Одновременно с руководством «АиФ» Зятьков возглавлял благотворительный фонд «АиФ. Доброе сердце», который помогает детям с тяжёлыми заболеваниями.

### Семья
Женат. Имеет двух совершеннолетних детей.
Сын Константин — был до 2022 года гендиректором издательского дома «Версия».

## Награды и звания

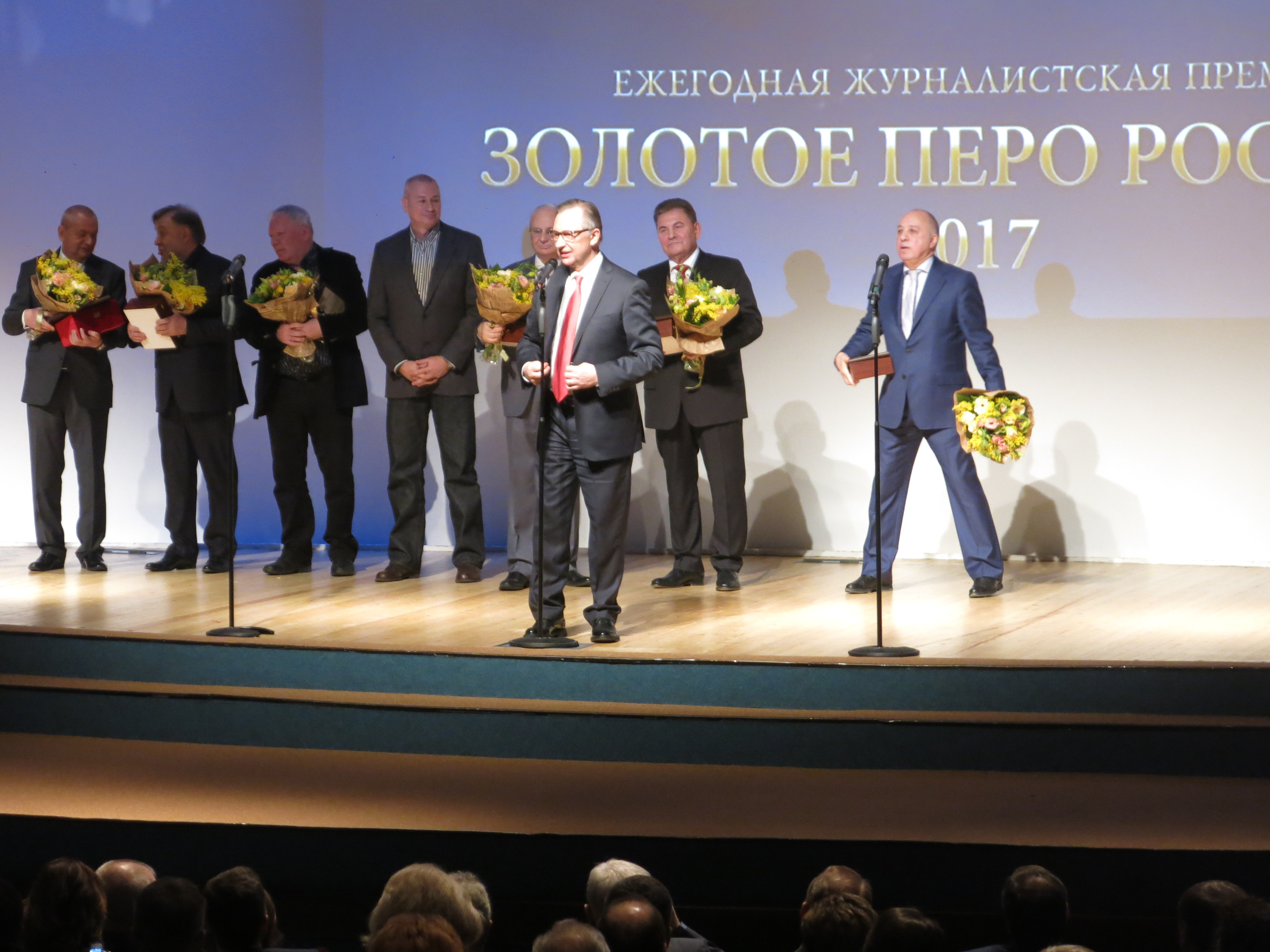
Николай Зятьков получает премию «За верность профессии» от Союза Журналистов России

- премия «Лучший медиаменеджер в СМИ» (2001)[11].
- премия Правительства РФ в области средств массовой информации (2006, 2015)[5][12].
- Орден Почёта (2011) — за «большой вклад в развитие отечественной печати, многолетнюю добросовестную работу и активную общественную деятельность»[13].
- премия «Медиа-Менеджер России» (2016) — «за верность отрасли»[14][аффилированный источник? 771 день].
- грамоты, памятные медали и именные подарки Союза журналистов, Министерства обороны, МЧС и других ведомств[15].
- вошёл в «Топ-1000 российских менеджеров» Архивная копия от 3 октября 2016 на Wayback Machine в сфере медиабизнеса (рейтинг 2016 года)[16].
- премия «За верность профессии» от Союза журналистов России в рамках награждения ежегодной журналистской премией «Золотое перо России 2017»[17].